# Valeriana polystachya
Valeriana polystachya är en kaprifolväxtart som beskrevs av James Edward Smith. Valeriana polystachya ingår i släktet vänderötter, och familjen kaprifolväxter. Inga underarter finns listade i Catalogue of Life.